# Vindobala
Vindobala byla římská pevnost v moderní vesnici Rudchester v hrabství Northumberland na severovýchodě Anglie. Byla to čtvrtá pevnost Hadriánova valu, po pevnosti Segedunum (Wallsend), Pons Aelius (Newcastle) a Condercum (Benwell). Nachází se asi 11 km na západ od pevnosti Condercum.
Název Vindobala znamená „Bílá síla“. Lokalitu dělí na dvě části moderní silnice B6318 (Military Road), která v tomto místě běží podél valu.

## Popis

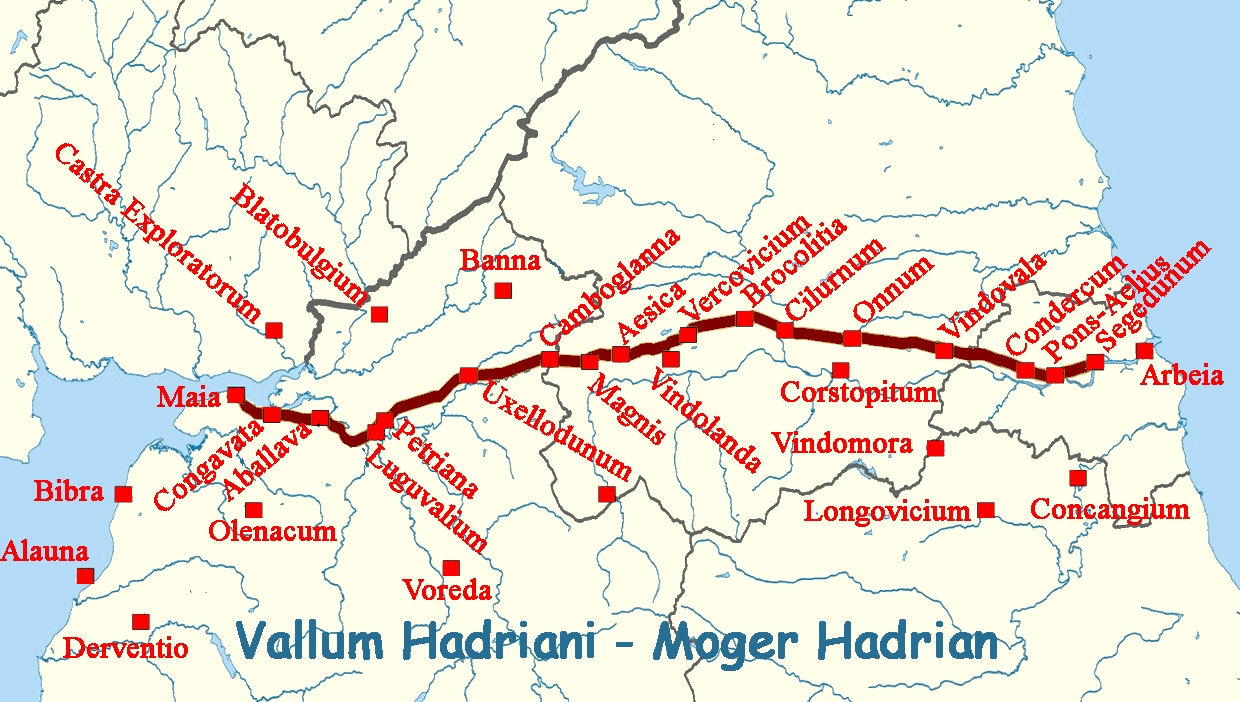
Vindobala (Vindovala) mezi pevnostmi Hadriánova valu

Pevnost střežila údolí, kterým prochází starobylá cesta na jih směrem k brodu přes řeku Tyne v Newburnu.
Má tvar obdélníka, měřila 157 metrů od severu k jihu a 117 metrů od východu na západ, takže pokrývala téměř dva hektary. Měla čtyři hlavní brány s dvojitými portály a dvě menší s jedním portálem. Na severní stěně pevnosti byla jedna hlavní brána  na severní straně Hadriánova valu se otevírala hlavní brána východní a západní. Na jižní straně proto byla pouze jedna hlavní brána spolu se dvěma menšími, z nichž se pravděpodobně vycházelo na vojenskou cestu podél jižní strany valu. V každém rohu pevnosti stály věže, stejně jako na obou stranách hlavních bran.

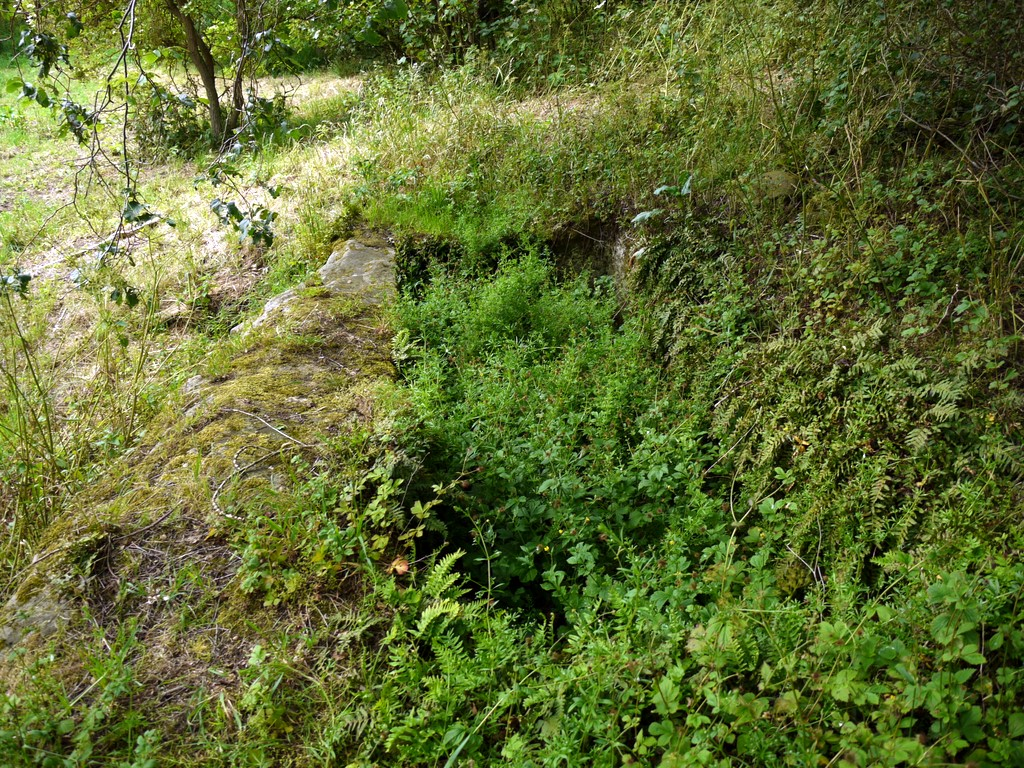
"Obrův hrob"

Vallum, val s příkopem opatřený palisádou, se táhl přibližně 220 metrů na jih od pevnosti. Na jih a jihozápad od pevnosti ležela civilní osada (vicus).
Jižně od pevnosti, na úpatí kopce, je v zemi velká nádrž, 360 cm dlouhá, 137 cm široká a 60 cm hluboká. Lidové označení zní "obrův hrob".

Vindobala - rekonstrukce římské pevnosti

Pevnost přežila dosti dobře do 18. století, kdy se v lokalitě začalo orat. Během 18. a 19. století byly z prostoru systematicky odstraňovány kameny, z nichž se stavěly zemědělské budovy a Military Road. Zeď zničil svým rozkazem generál Wade v 50. letech 18. století. Dostal za úkol postavit silnici, která by sloužila k přesunům vojska, proto zeď nechal srovnat se zemí a kameny použít. Zemřel však dříve, než byla stavba zahájena.
Na sever od silnice na přítomnost starověké pevnosti máloco ukazuje, pouze vyvýšeniny na jih od Military Road naznačují, kudy vedly západní a jižní hradby pevnosti.

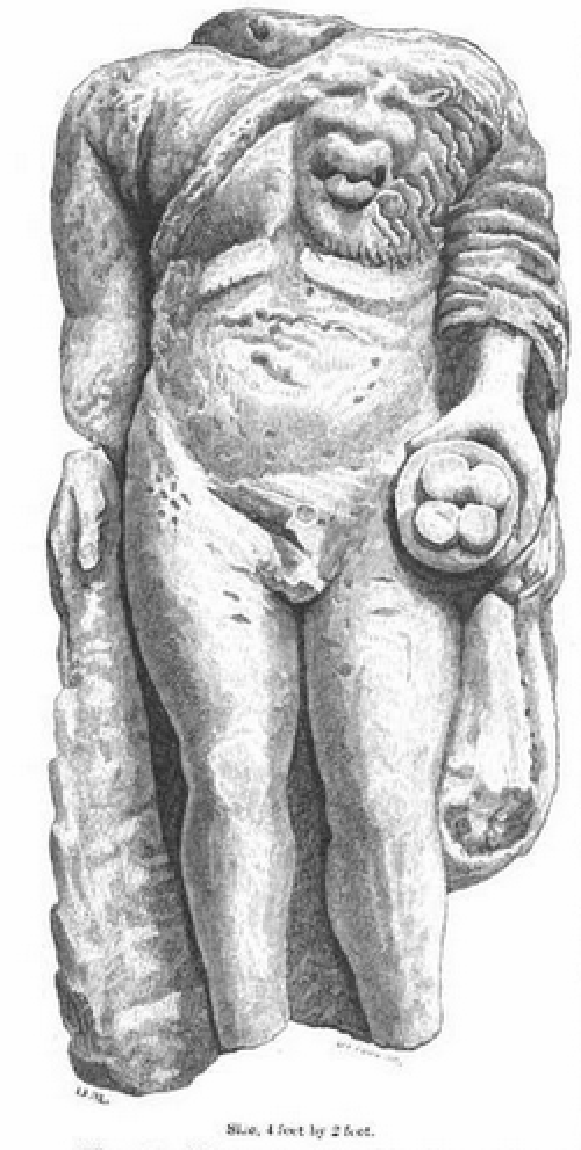
Herkulova socha z Rudchesteru

## Posádka
V pevnosti byla ve 4. století první kohorta Frisiavonů. Tito vojáci pocházeli z kmene na pobřeží Dolního Německa. Pevnost byla pravděpodobně postavena pro kohortu v síle 500 mužů (pěšáci, částečně jízda).

## Archeologický výzkum

### Od 18. století
V roce 1760 byla na tomto místě nalezena socha Herkula v životní velikosti.
V letech 1924 a 1962, kdy vykopávky probíhaly, byly odhaleny dvě hlavní brány, velká sýpka a část budovy velitelství. Kromě toho byl v domě velitele pevnosti objeven hypokaust.
V roce 1924 probíhaly také vykopávky na valu ve vzdálenosti tři metry na západ od pevnosti. Na severní straně základů tam byly nalezeny hrubě opracované bílé kameny. První řada byla zakončena komplikovaně tvarovaným, jinde nevídaným soklem. Pravděpodobně právě zde byl umístěn nápis o tom, kdo na zdi pracoval.

### Chrám boha Mithry
V roce 1844 bylo poblíž pevnosti, v místě známém jako Rudchester Mithraeum, objeveno pět oltářů zasvěcených bohu Mithrovi. Pravděpodobně pocházejí z jeho chrámu, který stával jihovýchodně od pevnosti. Budova byla 13 metrů dlouhá a 6,7 metrů široká, s narthexem neboli předsíní připojenou k přední straně. Zřejmě byla postavena ve 3. století a záměrně zničena ve 4. století.